# Milan Lučanský
Milan Lučanský (* 10. února 1969, Poprad, Československo – 30. prosince 2020, Prešov) byl slovenský policejní generál, který byl od června 2018 do srpna 2020 prezidentem Policejního sboru.
V roce 2018 vystřídal v čele policie Tibora Gašpara, který na funkci rezignoval po tlaku veřejnosti, která po vraždě novináře Jána Kuciaka a jeho partnerky požadovala na demonstracích jeho odchod z funkce. Lučanský na post policejního prezidenta rezignoval po nástupu vlády Igora Matoviče.
V prosinci 2020 byl obviněn z přijetí úplatků ve výši přes půl milionu eur za krytí podvodů stíhaného podnikatele. Byl vzat do vazby, ve vazební věznici se následně pokusil o sebevraždu a den poté v nemocnici zemřel. Kolem jeho smrti se poté začaly objevovat nejasnosti a velmi hojně šířit různé konspirační teorie. V listopadu 2022 bylo potvrzeno, že k cizímu zavinění při jeho smrtí nicméně nedošlo.
Jeho synem je poslanec Národní rady SR za SNS Adam Lučanský, který opakovaně žádal opětovné prošetření případu úmrtí svého otce, zpochybňoval znalecké posudky, které vyloučily cizí zavinění a uvedl, že v politice je právě kvůli úmrtí svého otce a následným událostem.